# Дълбока река
Дълбока река (на македонска литературна норма: Длабока Река, на албански: Proj i Fel) е река в западната част на Северна Македония. Ляв приток е на Рибнишката река, която пък е десен приток на Радика.
В изворната ѝ област е езерото Мал Кораб, на 2310 m н.в., с дължина 50 m, широчина 35 m и с изключително бистри води. В горната част на Дълбока река се намира и Корабският водопад, най-високият непостоянен водопад в Северна Македония (138 m).
Реката тече в източното подножие на Корабския масив (под върховете Кораб) и образува стръмна долина с три големи каньона. Единият е над село Жужне, дължината му е 1 km, дъното е широко 2 – 3 m, а отвесите от двете му страни са високи между 100 и 300 m. Вторият е дълъг 1,5 km, а дъното е широко 10 – 20 m. Третият каньон е дълъг 0,6 km, а дълбочината му е 100 – 150 m. Реката е изключително красива по цялото си протежение, от изворите си до вливането в Рибнишката река южно от Бибане (Бибай).
Буковите гори по течението ѝ са включени в 2021 година в списъка на ЮНЕСКО за световно природно наследство като част от транснационалния природен обект букови гори в Европа.
- Високоланинската долина на реката
- Дълбока река при село Жужне